# Aleksander Żabczyński (aktor)
Aleksander Bożydar Żabczyński (ur. 24 lipca 1900 w Warszawie, zm. 31 maja 1958 tamże) – polski aktor teatralny, estradowy, kabaretowy, filmowy i piosenkarz. Jeden z najpopularniejszych polskich aktorów dwudziestolecia międzywojennego, amant filmowy. Kapitan rezerwy artylerii Wojska Polskiego i Polskich Sił Zbrojnych.

## Życiorys

### Dzieciństwo i młodość
Urodził się 24 lipca 1900 w Warszawie, w rodzinie Aleksandra Daniela Żabczyńskiego, pułkownika armii rosyjskiej i generała dywizji Wojska Polskiego, i Zofii Florentyny Ostrowskiej, śpiewaczki operowej. Aleksander Bożydar (nazywany przez znajomych „Darek”, „Al” i „Żaba”) miał dwie siostry – starszą o 10 lat Zofię (1890–1944) oraz młodszą Alinę (1909–1934). W 1906 rozpoczął domową edukację pod kierunkiem dyplomowanej guwernantki. Jako dziecko wyróżniał się świetnym słuchem i poczuciem rytmu. W wieku 11 lat został uczniem dwujęzycznego gimnazjum Pawła Chrzanowskiego, gdzie wielokrotnie brał udział w okolicznościowych inscenizacjach, przygotowywanych przez szkolne koło teatralne. Po wybuchu I wojny światowej i powołaniu Aleksandra Daniela Żabczyńskiego do armii rosyjskiej cała rodzina zmieniała miejsce pobytu. Żabczyński przebywał przez rok w Smoleńsku, gdzie uczęszczał do miejscowego gimnazjum, następnie mieszkał w Saratowie i  Wołogdzie, a końca wojny doczekał w Sumach, gdzie pracował jako tragarz w składzie żelaza. W roku szkolnym 1919/1920 był uczniem siódmej klasy w Gimnazjum Kulwiecia w Warszawie. 30 lipca 1920 wstąpił do Szkoły Podchorążych Artylerii w Poznaniu. W lutym 1921 ukończył kurs oficerów zawodowych, został przydzielony do baterii zapasowej I pułku artylerii przeciwlotniczej i otrzymał stopień podchorążego. Pomimo wysokiej oceny ze strony przełożonych, został 15 maja 1922 przeniesiony do rezerwy. Za namową matki zapisał się na drugi semestr studiów prawniczych na Uniwersytecie Warszawskim. Nie zdał egzaminu z prawa cywilnego i zrezygnował ze studiów.

### Kariera teatralna
Na początku lat 20. odkrył swoją prawdziwą pasję – teatr i aktorstwo. O tej fascynacji tak mówił po latach: „Każde przedstawienie teatralne było dla mnie objawieniem. Aktorów uważałem za ludzi z innej planety i kiedy po raz pierwszy zetknąłem się z nimi, doprawdy nie wiedziałem, co mam mówić”. Pierwsze aktorskie szlify zdobywał w Warszawskiej Szkole Gry Sceniczno-Filmowej Niny Niovilli, a na studiach brał udział w zajęciach Koła Sztuki Dramatycznej. Edmund Wierciński, doceniając zaangażowanie i talent Żabczyńskiego, skierował go jesienią 1922 do Reduty, gdzie pomyślnie przeszedł egzamin wstępny m.in. z recytacji. Należał do Związku Artystów Scen Polskich, legitymując się dokumentem  z numerem 944. Najprawdopodobniej zadebiutował epizodyczną rolą przekupnia w sztuce Judasz autorstwa Kazimierza Przerwy-Tetmajera, grał też epizody w Tragedii Eumenesa Tadeusza Rittera i Lekkoduchu Jerzego Szaniawskiego. Pierwszą istotniejszą rolą był Archanioł Gabriel i Chleburad w Pastorałce Leona Schillera w grudniu 1922.
W efekcie konfliktu artystycznego między Juliuszem Osterwą a Leonem Schillerem, Żabczyński zdecydował się dołączyć do Teatru im. Wojciecha Bogusławskiego, gdzie w 1924 wystąpił jako Józio Grosejczyk w operetce Podróż po Warszawie oraz w roli Floryzela w szekspirowskiej Opowieści zimowej. Kreacja Żabczyńskiego została doceniona przez Jana Lechonia oraz Tacjannę Wysocką. W lipcu 1925 Żabczyński został wezwany na sześciotygodniowe ćwiczenia w Szkole Podchorążych Artylerii, a po powrocie do Warszawy został aktorem Teatru Polskiego. Wkrótce za radą początkującego reżysera filmowego Henryka Szaro wystąpił w filmie niemym Czerwony błazen. Prawdopodobnie brak konkretnych propozycji zawodowych spowodował, że Żabczyński opuścił Warszawę i w 1927 wyjechał do Lwowa, gdzie m.in. wcielił się w rolę pana młodego w Weselu na deskach Teatru Wielkiego. Rok później ponownie wystąpił w filmie Szaro, Dzikuska. W sezonie teatralnym 1928/1929 Żabczyński grał w Teatrze Miejskim oraz Teatrze Kameralnym w Łodzi gdzie wystąpił w popularnej farsie Kokoty z towarzystwa. Pomimo propozycji kontraktu na kolejny sezon, Żabczyński wziął udział w rewii Kulig, organizowanej przez Teatr Objazdowy z okazji I Powszechnej Wystawy Krajowej i otrzymał wówczas od Andrzeja Własta propozycję angażu do Morskiego Oka. Zadebiutował w skamandryckiej politycznej szopce 25 września 1930, a w rewii Parada gwiazd zaśpiewał m.in. Carmencitę i We dwoje, nagrane dla Syreny Rekord. Występował razem z m.in. Eugeniuszem Bodo i Lodą Halamą (Rewia miłości), Tolą Mankiewiczówną (rewia Listek figowy), Leną Żelichowską i Igo Symem (rewia Kobiety mają szanse). W październiku 1931 wystąpił wraz z Orkiestrą Polskiego Radia w koncercie radiowym, gdzie wykonał Skończoną pieśń i Wiem, że mnie kochasz. Przez cały okres występów w Morskim Oku prasa pisała o Żabczyńskim zdecydowanie przychylnie, podkreślając jego dźwięczny głos, nieskazitelną dykcję i elegancję. Po zamknięciu Morskiego Oka pracował od 11 lipca 1933 w teatrze rewiowym Reks, przemianowanym potem na Wielką Operetkę. Rok później wystąpił w bardzo popularnej rewii Pieśń o Nadine w Teatrze na Kredytowej. Od 1935 występował w kinoteatrze Hollywood m.in. w rewii Wesoła jesień. W recenzji tego widowiska Boy-Żeleński doceniał elegancję Żabczyńskiego, a także jego liryczną interpretację tanga Nie wierz mi.

### Kariera filmowa

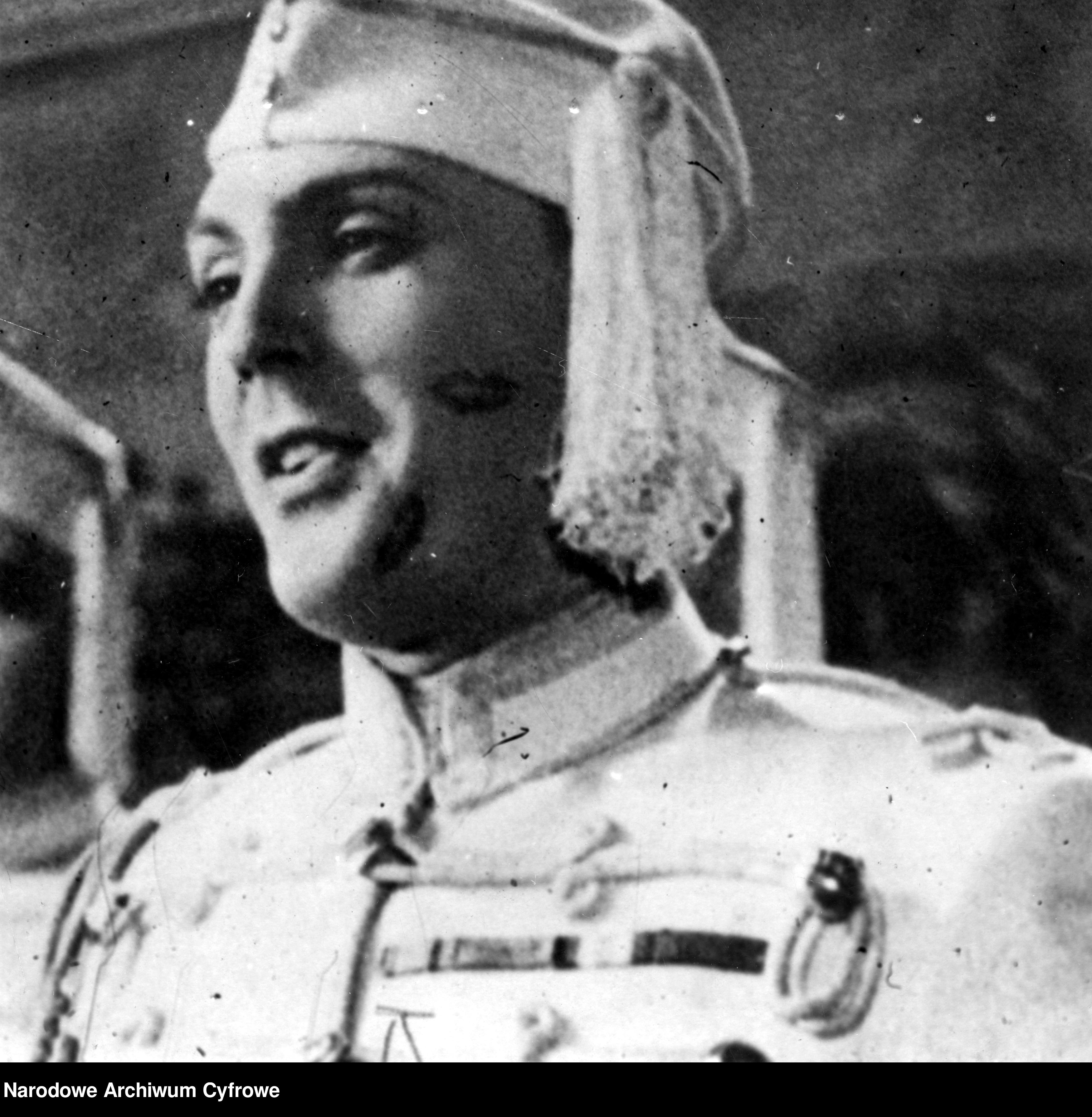
Aleksander Żabczyński w scenie z filmu Manewry miłosne

W 1930 wystąpił w drugoplanowej roli dziedzica Ludwika Zaruby w Janku Muzykancie. Rok później wystąpił w roli adwokata w remake’ach amerykańskich filmów – Głos serca (Sarah and Son) i Kobieta, która się śmieje (The Laughing Lady), które powstały w Joinville, w efekcie współpracy z Paramount. Pomimo generalnie negatywnych recenzji tych tytułów, prasa dostrzegła, że Żabczyński „jako amant filmu mówionego góruje w tej chwili nad Sawanem i Brodziszem”. W 1933 miała miejsce premiera Dziejów grzechu, adaptacji prozy Stefana Żeromskiego, w której Żabczyński zagrał hrabiego Zygmunta Szczerbica. Rok później aktor zagrał drugoplanową rolę dziedzica Stanisława Pleszczyńskiego w Ślubach ułańskich oraz epizodyczną rólkę czułego na kobiece wdzięki adiutanta w Córce generała Pankratowa. W roli głównej, zakochanego milionera, wystąpił w 1935 r. w komedii romantycznej Panienka z poste restante. Z filmu tego pochodzi popularny wówczas, śpiewany przez Żabczyńskiego, slow fox Gdy szczęście podaje ci dłoń. Przełomem w jego karierze filmowej był występ w Manewrach miłosnych, gdzie grał z Tolą Mankiewiczówną, partnerką znaną z desek teatralnych. Żabczyński wcielił się w rolę bałkańskiego księcia, udającego swojego ordynansa, z powodu bardzo skomplikowanych intryg sercowych. Aktor w filmie wykonuje piosenkę Powróćmy jak za dawnych lat oraz bierze udział w pięciominutowej scenie walca, którą ze względów technicznych, kręcono bez przy 32 godziny.
We wrześniu 1936 miała premierę Jadzia, w której partnerką Żabczyńskiego była jedna z największych gwiazd polskiego filmu tego okresu, Jadwiga Smosarska. O roli aktora pisano, że „stworzył typ sympatycznego chłopca, zakochanego w przypadkowo spotkanej na Wiśle dziewczynie”.
Próbą zmiany aktorskiego emploi była rola członka międzynarodowego gangu stręczycieli, Artura Kluga, w społecznie zaangażowanym filmie Kobiety nad przepaścią.
W 1923 był oficerem rezerwy dywizjonu artylerii zenitowej w Warszawie, który w 1926 został przeformowany w 1 pułk artylerii przeciwlotniczej. Na stopień porucznika został mianowany ze starszeństwem z 1 stycznia 1935 roku i 16. lokatą w korpusie oficerów rezerwy artylerii.

## II wojna światowa

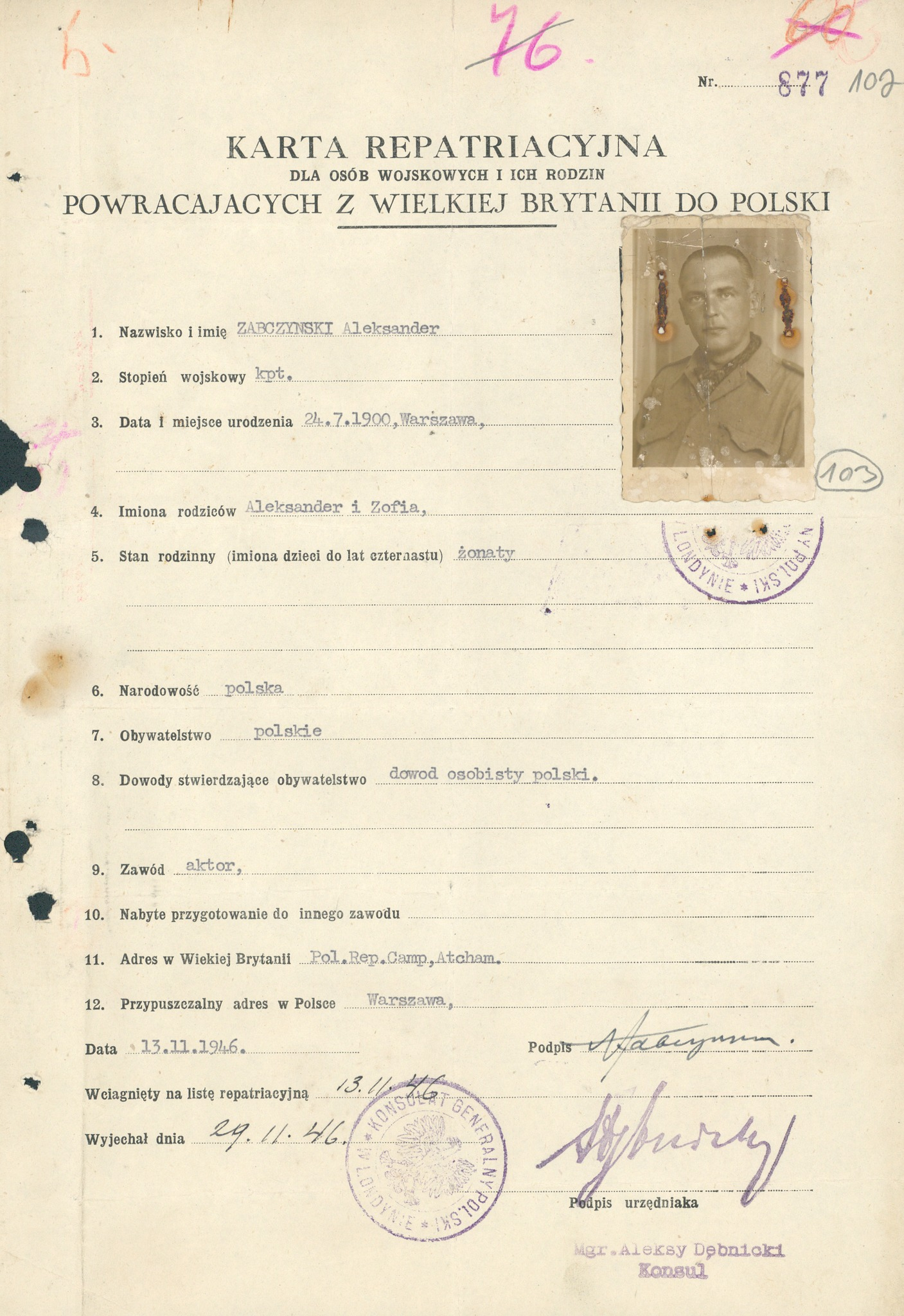
Karta repatriacyjna kpt. Aleksandra Żabczyńskiego

Aleksander został zmobilizowany już w sierpniu 1939 do 1 pułku artylerii przeciwlotniczej im. Marszałka Edwarda Rydza-Śmigłego w Warszawie. Wziął udział w kampanii wrześniowej, a po jej zakończeniu przedostał się do Rumunii. Internowany w obozie na Węgrzech. Zdołał zbiec do Francji, gdzie wstąpił do Wojska Polskiego. Został młodszym oficerem 2. baterii przeciwlotniczej. Po kampanii francuskiej, 18 czerwca 1940 ewakuowany do Wielkiej Brytanii. Tam został przydzielony jako młodszy oficer do 1 DAP, a w 1942 wysłany na Bliski Wschód. Przez Irak i Palestynę dotarł do Egiptu. Już jako kapitan 2 Korpusu wziął udział w kampanii włoskiej (był ranny w bitwie o Monte Cassino). 

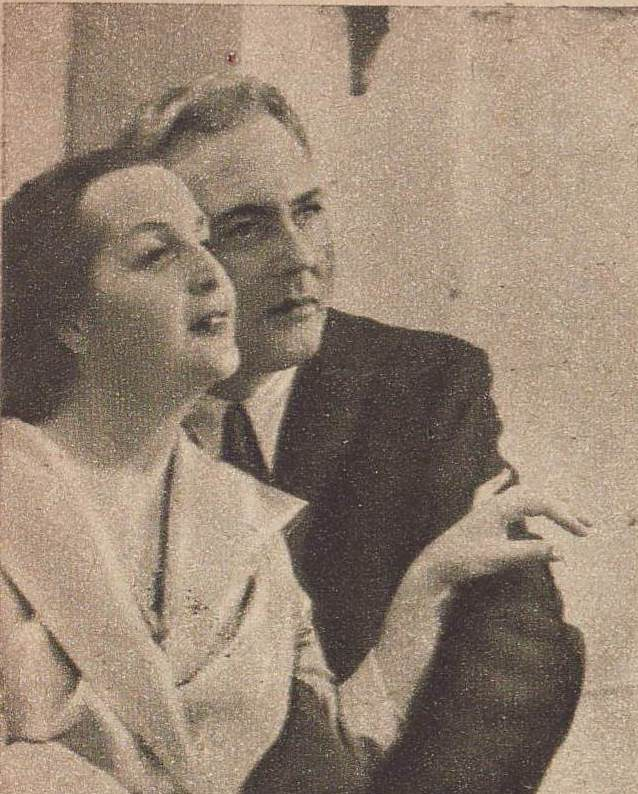
Maria Gorczyńska i Aleksander Żabczyński w sztuce „Kobieta we mgle”, Teatr Klasyczny w Warszawie, 1948

## Okres powojenny
Po zakończeniu działań wojennych przebywał w Salzburgu, gdzie pracował przy Polskim Czerwonym Krzyżu. „Oczywiście zajęcie to traktowałem jako przejściowe i skorzystałem z pierwszej okazji, aby powrócić do kraju. Sześć lat tęsknoty za ojczyzną i za najbliższymi to bardzo długo. Miło też powiedzieć, że spośród wielu krajów Europy, które zwiedziłem, Polska wydaje się krajem najbardziej żywotnym i najszybciej leczącym swe ciężkie rany wojenne” – wspominał. Przez pewien czas mieszkał w austriackiej miejscowości Sankt Veit an der Glan. Dzięki pośrednictwu innego Polaka, prawnika Stefana Michno, zamieszkał w willi Anny Hubmann przy Lichtenbergstrasse 10. Miał tam do dyspozycji szofera i niewielkie auto.
We wrześniu 1946 został przewieziony wraz z 2 Korpusem do Wielkiej Brytanii, gdzie w obozie Atcham Camp k. Shrewsbury doczekał demobilizacji. Miał wówczas okazję spotkać się w Liverpoolu z Lodą Halamą, która występowała w Anglo-Polish Ballet. Zdaniem Halamy Żabczyński był bardzo otyły, miał twarz nabrzmiałą od alkoholu i „z trudnością widziało się resztki dawnej urody”. W tym samym roku potajemnie przyjechał do Polski amerykańskim pociągiem Czerwonego Krzyża z zamiarem przekonania żony do opuszczenia ojczyzny. Żabczyńska nie zgodziła się na propozycję ze względu na potrzebę opieki nad chorą matką. Ostatecznie Żabczyński powrócił do Polski 8 grudnia 1946. Ze względu na pochodzenie społeczne, przedwojenny status oraz udział w walkach na froncie zachodnim był rozpracowywany przez UB, a jego korespondencja była poddawana kontroli. Aktor czasem topił swoje żale w alkoholu, zwykle w towarzystwie żony.

To, co wyprawiała bezpieka wobec niego, jak go śledziła, kontrolowała korespondencję... ten człowiek miał bardzo silne nerwy, że to wszystko wytrzymał, że o tym nie mówił

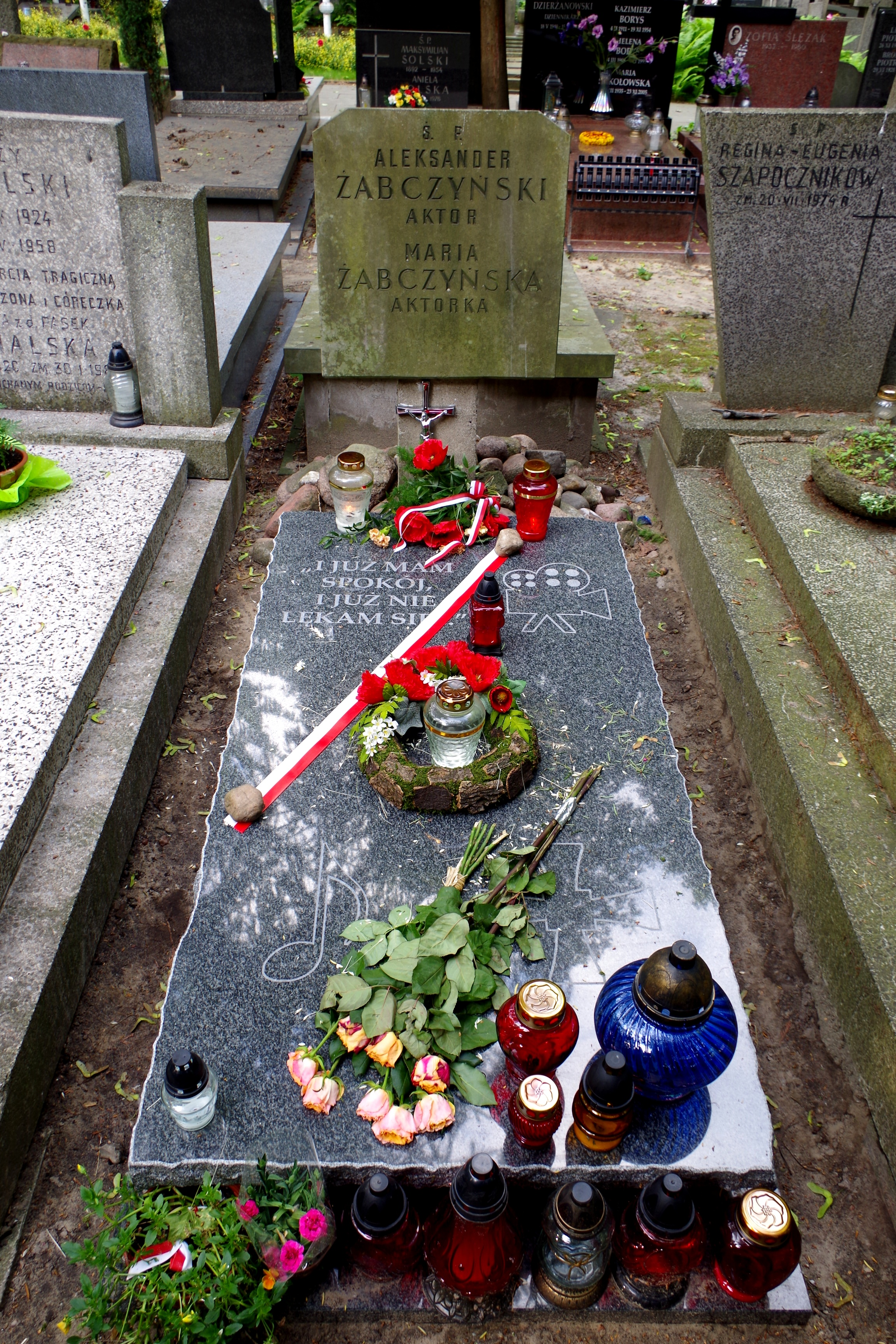
Grób Aleksandra Żabczyńskiego i jego żony Marii na cmentarzu Wojskowym na Powązkach

Prawdopodobnie po wojnie otrzymał jakieś propozycje filmowe m.in. udziału w Jasnych łanach, ale żadnej z nich nie przyjął być może ze względu na dotychczasowe aktorskie emploi. Na scenę powrócił  5 marca 1947 r. w warszawskiej Romie gdzie  wraz z Tolą Mankiewiczówną zaśpiewał przedwojenne przeboje.  
Żabczyński w 1947 r. grał w Teatrze Małym, gdzie wystąpił m.in. w „Wiele hałasu o nic” w reżyserii Zbigniewa Sawana oraz w „Marii Stuart”  jako Henryk Darnley. Z kolei jesienią 1948 r. w Teatrze Klasycznym zagrał jedną z głównych ról w „Kobiecie we mgle” – przedstawienie cieszyło się ogromnym powodzeniem, grano je 120 razy, w sumie obejrzało go blisko 60 tys. widzów. Artur Grodzicki w „Kurierze Codziennym” pisał: „Żabczyński niewiele mógł wydobyć z postaci męża-lekarza, ale z naturalnością i wdziękiem pozwolił się kochać przez dwie kobiety”.
Następnie, Żabczyński do śmierci był aktorem Teatru Polskiego. Wielokrotnie występował też przed mikrofonem Polskiego Radia. 1 października 1956 wziął udział w warszawskim widowisku Serce w plecaku, gdzie miał wykonać Czerwone maki na Monte Cassino. Po kilkukrotnych próbach aktor zwrócił się do publiczności: „Przepraszam. Nie zaśpiewam tego. Nie mogę. Mam ich wciąż przed oczami”.
Pod koniec 1957 za namową przyjaciół nagrał w Polskim Radiu kilka piosenek: „Nikt mnie nie rozumie tak jak ty”, „Jak drogie są wspomnienia”, „Całuję twoją dłoń, madame”.

## Życie prywatne
28 czerwca 1923 poślubił aktorkę Marię Zofię (Marynę) z Zielenkiewiczów w kościele Wszystkich Świętych przy placu Grzybowskim w Warszawie. Przed wybuchem II wojny światowej mieszkał z żoną przy ul. Sienkiewicza 2 w Warszawie, w mieszkaniu jego rodziców. Żabczyńska w wieku 36 lat 19 grudnia 1939 urodziła martwą córkę, której dała na imię Marysia. Dziecko pochowano 21 grudnia 1939 na Wojskowych Powązkach w Warszawie w grobie Aleksandra Daniela Żabczyńskiego oraz Aliny Żabczyńskiej (młodszej siostry aktora) – w latach 70. kwatera została wykorzystana do ponownego pochówku.
W początkowym etapie kariery to Maryna była zawodową mentorką Aleksandra, natomiast w późniejszych latach Aleksander udział w  spektaklach uzależniał od angażu jego małżonki. Wedle zachowanych relacji parę łączyła miłość i szczera przyjaźń. Biografista aktora, Ryszard Wolański napisał, że Żabczyńska, być może przekonana o śmierci męża w czasie wojennej rozłąki, korespondowała z nieokreślonym mężczyzną, którego miała poznać w 1939 we Francji na ślubie swojego brata, Kazimierza Zielenkiewicza. Trudno jednak jednoznacznie uznać tę znajomość za romans.
Małżonkowie w okresie powojennym początkowo mieszkali w wynajmowanym mieszkaniu przy ulicy Poznańskiej 11, a od 1949 w blisko 80-metrowym lokalu na Saskiej Kępie przy ul. Łotewskiej 4 w Warszawie. 
Żabczyński był niezwykle popularnym aktorem wśród żeńskiej części publiczności. Na jego ślubie nie obyło się bez skandalu, bowiem na uroczystości pojawiły się również jego fanki, tyle że w żałobnych sukniach. Żabczyński miał tyle wielbicielek, które wystawały pod jego mieszkaniem, okazując mu miłość w formie napisów na ścianach kamienicy, że aktor raz na pół roku musiał z własnej kieszeni przeprowadzać remont klatki schodowej. „Zdarzało się, że kiedy powracaliśmy z mężem do domu w kamienicy, na schodach i przed drzwiami leżały kwiaty. Miało to swoje uroki, aczkolwiek było to czasami kłopotliwe. Sława miała swoją cenę, ale my i tak byliśmy szczęśliwi do końca swoich dni wspólnego życia”, wspominała po latach małżonka Żabczyńskiego. Wielokrotnie plotkowano o domniemanych romansach aktora m.in. z Lodą Halamą, jednakże sam nigdy nie odnosił się wprost do tego. Przyznał: „Ja kocham kochać i dlatego w przeciwieństwie do wielu innych mężczyzn lubię flirt”, a na pytanie o ideał kobiety wspominał o Shirley Temple.
We wspomnieniach kolegów z teatru, m.in. Alicji Pawlickiej czy Ignacego Gogolewskiego, Żabczyński zapamiętany został jako gentleman o nienagannych manierach.
Żabczyński przejawiał zainteresowania plastyczne. W czasie II wojny światowej namalował obraz Matki Boskiej Ostrobramskiej w kaplicy obozowej w Mosulu. Po zakończeniu wojny i powrocie do Polski dorabiał strugając drewniane figurki, które sprzedawał Cepelii, a także samodzielnie wykonywał meble do własnego domu i daczy, położonej niedaleko Warszawy.
W październiku 1930 Żabczyński udzielił pomocy aktorowi Jerzemu Bukowskiemu, który został lekko ranny w kraksie spowodowanej przez Adolfa Dymszę. W 1937 w Jastrzębiej Górze aktor wraz z dwoma dyplomatami uratowali kilka tonących dziewczynek.

## Ostatnie lata. Śmierć i pogrzeb
W nocy z 19 na 20 maja 1958 Żabczyński doznał zawału serca, a w czasie kilkunastodniowego pobytu w szpitalu zachorował na zapalenie płuc. Zmarł w nocy z 30 na 31 maja. Ciało aktora przewieziono do kościoła św. Krzyża. Prasa, opisując ostatnie dni Żabczyńskiego, prezentowała różne wersje na temat miejsca i okoliczności jego śmierci. Niektóre tytuły podawały, że aktor doznał zawału serca, pieląc ogródek na działce, a inne że zmarł nagle w czasie próby teatralnej. W swoim pamiętniku Andrzej Łapicki wspominał, że Żabczyński miał faktycznie umrzeć na działce na Mokotowie, dzieląc wspólne chwile z pewną studentką. Został pochowany na cmentarzu Wojskowym na Powązkach w Warszawie (kwatera A29-4-23).

## Filmografia
- 1926: Czerwony błazen – doktorek
- 1927: Ziemia obiecana
- 1928: Dzikuska – baron Janusz Ziemski
- 1930: Janko Muzykant – dziedzic Zaruba
- 1930: Tajemnica lekarza
- 1931: Głos serca – Howard Vanning
- 1931: Kobieta, która się śmieje – adwokat Far
- 1933: Dzieje grzechu – Zygmunt Szczerbic
- 1934: Córka generała Pankratowa – adiutant gubernatora
- 1934: Śluby ułańskie – Stanisław Pleszczyński
- 1935: Manewry miłosne – porucznik Niko, książę Quanti
- 1935: Panienka z poste restante – przemysłowiec Olszewicz
- 1936: Ada! To nie wypada! – Fred, syn Orzelskiego
- 1936: Będzie lepiej – fabrykant Julian Dalewicz
- 1936: Jadzia – Jan Oksza
- 1936: Mały marynarz
- 1936: Tajemnica panny Brinx – Henryk Malewicz
- 1937: Dyplomatyczna żona – Henryk de Fontana
- 1937: Pani minister tańczy – Sebastian hrabia de Santis
- 1938: Kobiety nad przepaścią – dyrektor music-hallu Klug
- 1938: Królowa przedmieścia – Zygmunt
- 1938: Zapomniana melodia – Stefan Frankiewicz
- 1939: Biały Murzyn – Zygmunt, narzeczony Jadwigi
- 1939: Trzy serca – Gogo
- 1940: Sportowiec mimo woli – hokeista Jerzy Piątek
- 1940: Złota Maska – Ksawery Runicki, obywatel ziemski
- 1941: Żona i nie żona

## Miejsce w kulturze popularnej
Żabczyński wymieniany jest wśród największych amantów polskiego przedwojennego kina.  „Słodycz jego ciepłej i ciągle młodzieńczej urody nie ma sobie równych, także wśród zagranicznych gwiazdorów” - pisały o aktorze Wiadomości Filmowe. Według Stanisława Janickiego Żabczyński, „w komediach śmieszył, w melodramatach wzruszał, a w filmach muzycznych śpiewał jak młody bóg”. Piosenki w wykonaniu aktora stały się szlagierami i z powodzeniem wykonywane są także przez współczesnych artystów m.in. Annę Dereszowską, Irenę Santor czy Nataszę Urbańską

## Ordery i odznaczenia
- Krzyż Oficerski Orderu Odrodzenia Polski (pośmiertnie, 16 lipca 2015)[1]
- Krzyż Walecznych[57]
- Medal Wojska (2 Korpus)[57]
- Złoty Krzyż Zasługi (16 lipca 1954)[58]
- Srebrny Krzyż Zasługi z Mieczami[57]
- Krzyż Pamiątkowy Monte Cassino[57]
- Medal 10-lecia Polski Ludowej (19 stycznia 1955)[59]
- Gwiazda za Wojnę 1939–1945 (Wielka Brytania)[57]
- Gwiazda Italii (Wielka Brytania)[57]

## Nagrody
- Państwowa Nagroda Artystyczna III stopnia (zespołowa) w dziale teatru za rolę Komisarza policji w sztuce Sprawa Pawła Eszteraga Sandora Gergelyego w Państwowym Teatrze Kameralnym w Warszawie (1950)[60]
- Nagroda Państwowa II stopnia (zespołowa) za rolę Prokuratora w przedstawieniu Juliusz i Ethel Leona Kruczkowskiego w Teatrze Polskim w Warszawie (1955)[61][62]

## Upamiętnienie
Obdarzony urodą, osobistym urokiem, świadomy swoich atutów. Z upodobaniem grywał playboya z pieniędzmi, o mocnej pozycji społecznej. Także w życiu publicznym Żabczyński przypominał swoich bohaterów. Miał słabość do wykwintnych strojów i bywał w snobistycznych towarzystwach.

Postać Aleksandra Żabczyńskiego została przedstawiona w filmie dokumentalnym Marka Maldisa Już nie zapomnisz mnie z 2009. Od 3 marca 2011 jest patronem ronda na warszawskim Służewcu. W 2012 r. wizerunek Żabczyńskiego znalazł się na znaczku pocztowym wydanym w serii „Ludzie kina i teatru”, wydanym przez Pocztę Polską.

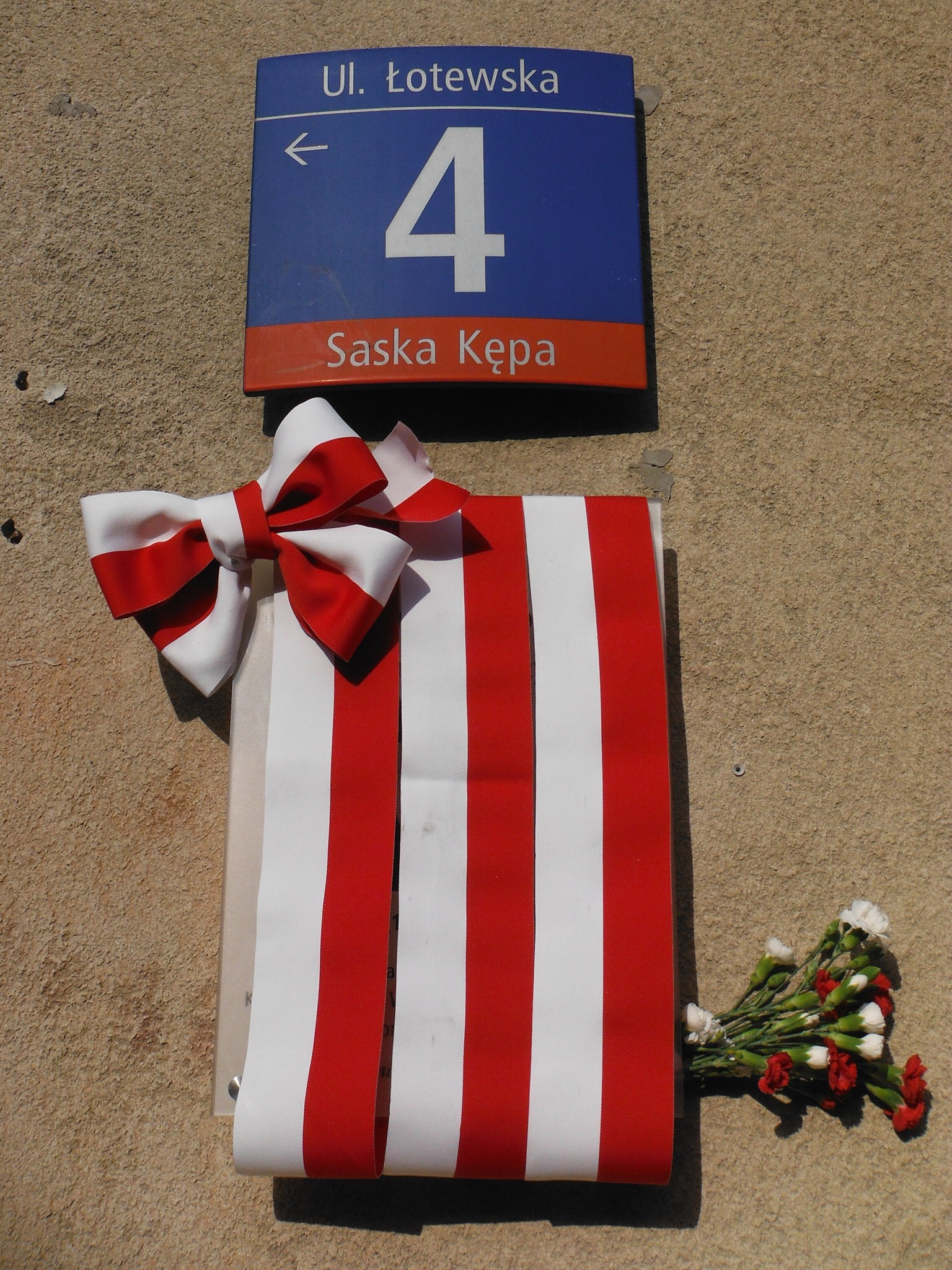
Tablica upamiętniająca Aleksandra Żabczyńskiego przy ul. Łotewskiej 4 w Warszawie - przed odsłonięciem.

Na wniosek Komitetu Społecznego im. Aleksandra Żabczyńskiego pod przewodnictwem Olgi Gaertner za pośrednictwem Urzędu ds. Kombatantów i Osób Represjonowanych postanowieniem prezydenta Bronisław Komorowski z 16 lipca 2015 roku Aleksander Żabczyński został pośmiertne odznaczony Krzyżem Oficerskim Orderu Odrodzenia Polski za wybitne zasługi dla niepodległości Rzeczypospolitej Polskiej, za osiągnięcia w działalności na rzecz rozwoju polskiej kultury.
19 maja 2016 wskutek inicjatywy Komitetu Społecznego im. Aleksandra Żabczyńskiego pod przewodnictwem Olgi Gaertner, umieszczono (w miejsce niszczejącego obelisku) płytę nagrobną na Wojskowych Powązkach, którą odsłonięto z wartą honorową, podczas kameralnej uroczystości w dniu 31 maja 2016 roku. W akcję zaangażowali się anonimowi darczyńcy za pośrednictwem portalu stare-kino.pl oraz ówczesna radna dzielnicy Mokotów Małgorzata Szczęsna.
21 czerwca 2017 roku zaułek przy ulicy Walecznych 1 w Warszawie nazwano imieniem Marii i Aleksandra Żabczyńskich.
Postać Żabczyńskiego jest bohaterem krótkometrażowej komedii muzycznej „Nie kochać w taką noc”, nakręconej w technologii VR.